# Placówka Straży Celnej „Zaborowo” (Jutrosin)

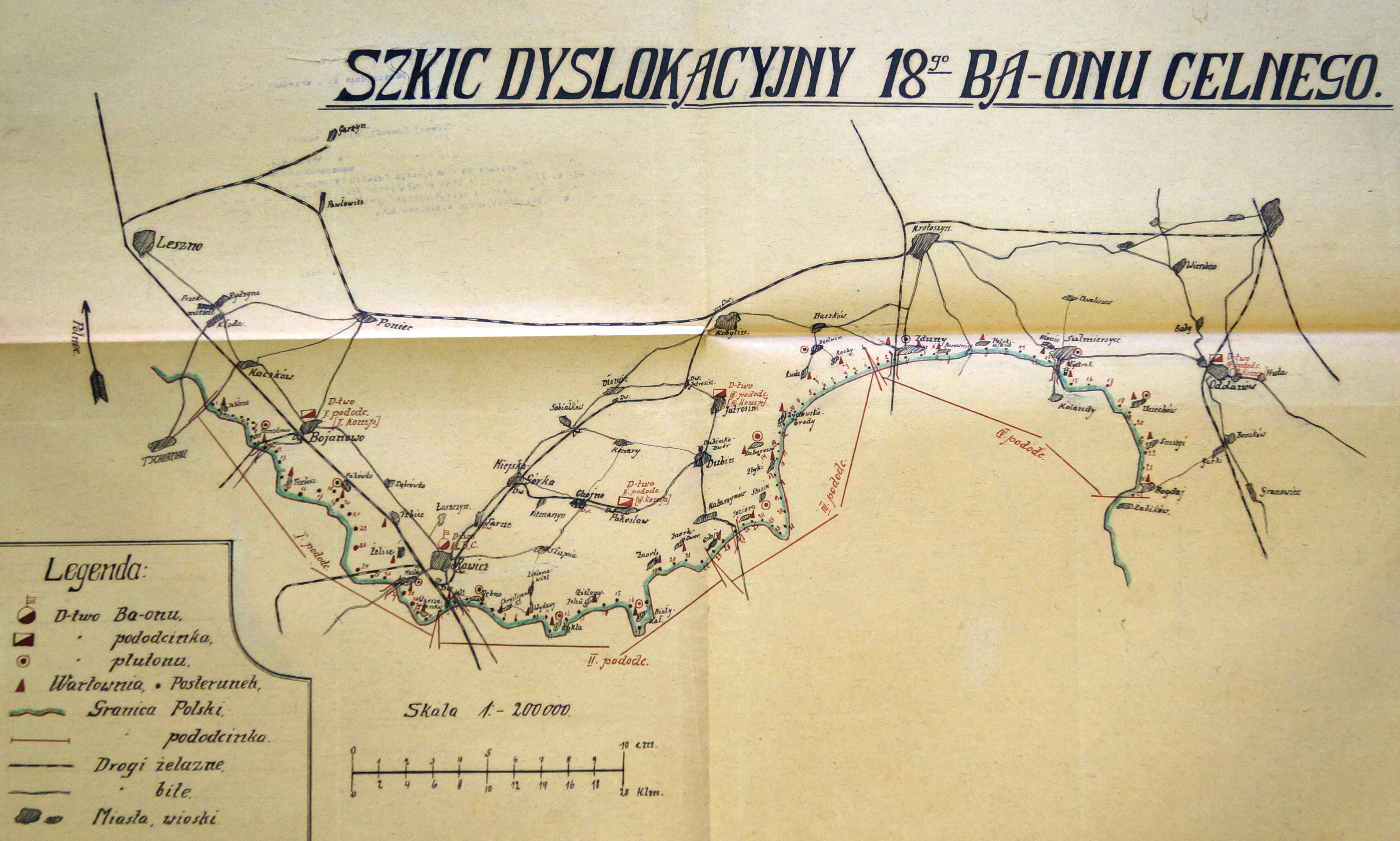
Szkic rozmieszczenia 18 batalionu celnego „Rawicz”

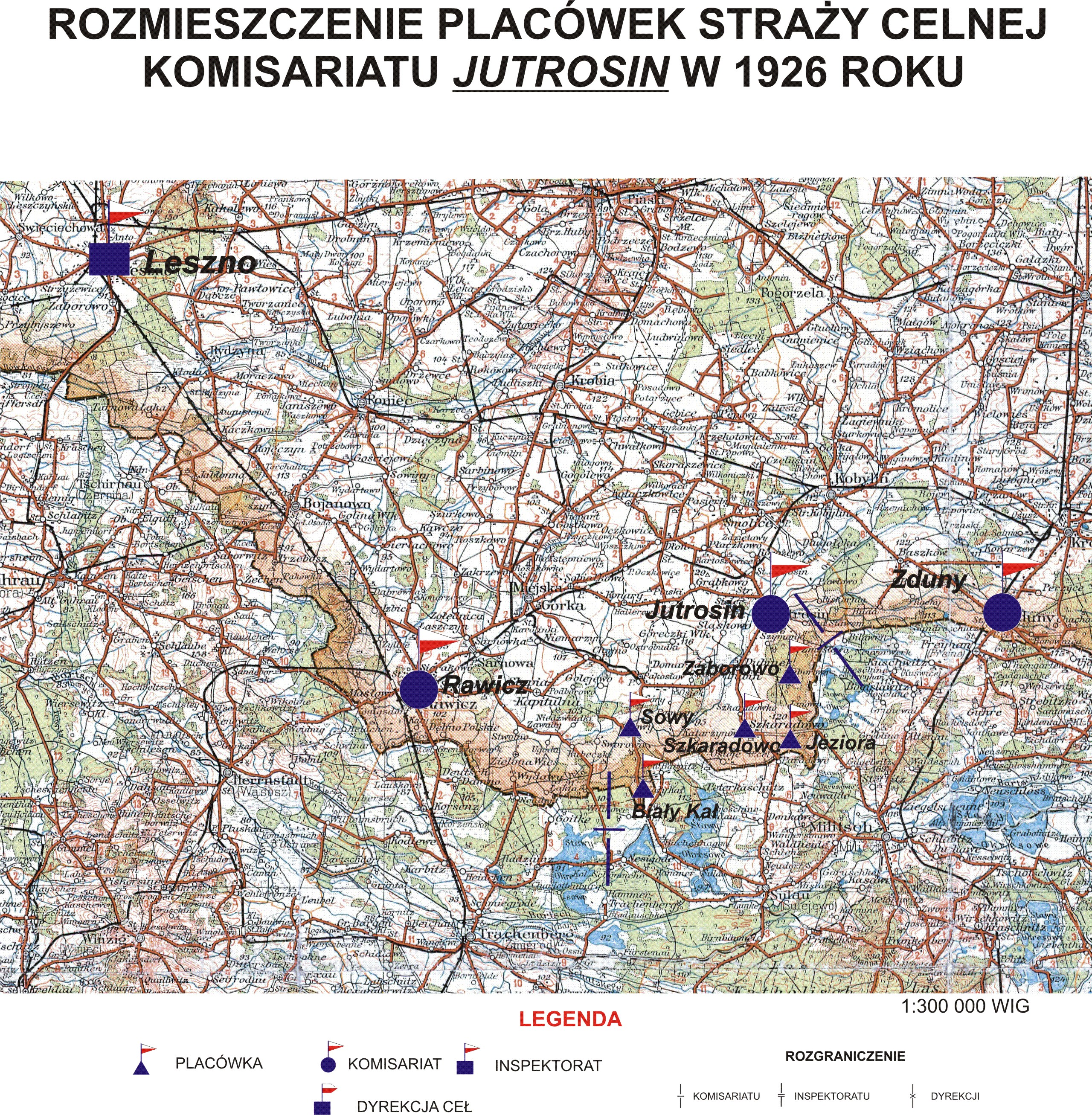
Rozmieszczenia placówek Straży Celnej Komisariatu Jutrosin

Placówka Straży Celnej „Zaborowo” – jednostka organizacyjna Straży Celnej pełniąca w okresie międzywojennym służbę ochronną na granicy polsko-niemieckiej.

## Formowanie i zmiany organizacyjne
Na wniosek Ministerstwa Skarbu, uchwałą z 10 marca 1920 roku, powołano do życia Straż Celną. Jednostki Straży Celnej rozpoczęły przejmowanie odcinków granicy od pododdziałów Batalionów Celnych. W 1921 roku w Jutrosinie stacjonował sztab 3 kompanii 18 batalionu celnego. 3 kompania celna wystawiła między innymi placówkę w Zaborowie. Proces tworzenia Straży Celnej trwał do końca 1922 roku. Placówka Straży Celnej „Zaborowo” weszła w podporządkowanie komisariatu Straży Celnej „Jutrosin” z Inspektoratu SC „Leszno”.
W drugiej połowie 1927 roku przystąpiono do gruntownej reorganizacji Straży Celnej. W praktyce skutkowało to rozwiązaniem tej formacji granicznej. Ochronę północnej, zachodniej i południowej granicy państwa przejęła powołana z dniem 2 kwietnia 1928 roku Straż Graniczna. W strukturach nowo powstałej formacji placówki „Zaborowo” nie odtworzono.

## Funkcjonariusze placówki
Kierownicy placówki
| stopień    | imię i nazwisko, numer | okres pełnienia służby | kolejne stanowisko |
| ---------- | ---------------------- | ---------------------- | ------------------ |
| przodownik | Michał Plewa (1240)    | był w 1926             |                    |

Obsada personalna placówki w 1926:
- przodownik Michał Plewa (1240)
- starszy strażnik Józef Stanisławski (1566)
- strażnik Franciszek Janaszak (1115)
- strażnik Wacław Wolf (1349)
- strażnik Szczepan Piszczałka (1451)
- strażnik Franciszek Trybuszewski (1315)
- strażnik Piotr Haremza (1520)
- strażnik Marcin Klemczak (1138)